# Sztutowo (gemeente)
De gemeente Sztutowo is een landgemeente in het Poolse woiwodschap Pommeren, in powiat Nowodworski (Pommeren).
De gemeente bestaat uit 7 administratieve plaatsen solectwo : Grochowo Trzecie, Groszkowo, Kąty Rybackie, Kobyla Kępa, Łaszka, Płonina, Sztutowo
De zetel van de gemeente is in Sztutowo.
Op 30 juni 2004 telde de gemeente 3551 inwoners.

## Oppervlakte gegevens
In 2002 bedroeg de totale oppervlakte van gemeente Sztutowo 107,49 km², waarvan:
- agrarisch gebied: 32%
- bossen: 17%

De gemeente beslaat 16,47% van de totale oppervlakte van de powiat.

## Demografie
Stand op 30 juni 2004:
| Omschrijving                   | Totaal | Totaal | Vrouwen | Vrouwen | Mannen | Mannen |
| ------------------------------ | ------ | ------ | ------- | ------- | ------ | ------ |
| eenheid                        | aantal | %      | aantal  | %       | aantal | %      |
| inwoners                       | 3551   | 100    | 1787    | 50,3    | 1764   | 49,7   |
| bevolkingsdichtheid (inw./km²) | 33     | 33     | 16,6    | 16,6    | 16,4   | 16,4   |

In 2002 bedroeg het gemiddelde inkomen per inwoner 1634,39 zł.

## Plaatsen zonder de statussołectwo
Doły, Dublewo, Graniczna, Grochowo Drugie, Grochowo Pierwsze, Przyłap, Skowronki, Sztutowska Kępa, Wydmina

## Aangrenzende gemeenten
Krynica Morska, Nowy Dwór Gdański, Stegna, Tolkmicko. De gemeente grenst aan de Oostzee.